# Marcantonio Del Pifaro
Marcantonio Del Pifaro (XVI secolo – XVI secolo) è stato un musicista e compositore italiano del Rinascimento, attivo a Bologna nel XVI secolo.

## Biografia
Molto poco si conosce della sua vita se non il fatto che fu attivo a Bologna e la pubblicazione delle sue prime composizioni, costituite da intavolature per liuto e musiche frottolistiche, risale al 1546. Si tratta di una raccolta di saltarelli e chiarenzane, una di queste ultime, la nona della raccolta, è stata composta usando due temi tratti da La bataille di Clément Janequin